# Scott Turow
Scott Turow (ur. 12 kwietnia 1949 w Chicago) – amerykański pisarz i prawnik pochodzenia żydowskiego.

## Życiorys
W 1970 ukończył studia w Amherst College. W 1978 uzyskał tytuł doktora prawa w Harvard Law School na tamtejszym uniwersytecie. Następnie do 1986 był asystentem prokuratora w Chicago. Cztery z jego książek: Uznany za niewinnego, Dowód winy, Błędy odwracalne oraz Pleading Guilty doczekały się adaptacji filmowej. Jego powieść Okaleczeni została uznana przez tygodnik „Time” za najlepszą książkę roku 1999.
W latach 1997–1998 był prezesem The Authors Guild, największej w Stanach Zjednoczonych organizacji zrzeszającej czynnych autorów, działającej na rzecz ochrony ich praw i wolności słowa. Nadal jest czynnym prawnikiem.

## Hrabstwo Kindle
Akcja powieści Turowa rozgrywa się w fikcyjnym hrabstwie Kindle. Wspomina się także zespół trzech miast nad rzeką Missisipi (ang. tri-city), w rzeczywistości jest tam pięć miast nazywanych „Czterema miastami” (Quad Cities).

## Dzieła
Powieści
- Presumed Innocent (1987) – wyd. pol. Uznany za niewinnego, Wydawnictwo „Książka do kieszeni” 1997
- The Burden of Proof (1990)
- Pleading Guilty (1993)
- The Laws of Our Fathers (1996) – wyd. pol. Prawa naszych ojców, C&T 2001
- Personal Injuries (1999) – wyd. pol. Okaleczeni, Rebis 2001
- Reversible Errors (2002) – wyd. pol. Błędy odwracalne, Rebis 2003
- Ordinary Heroes (2005) – wyd. pol. Zwyczajni bohaterowie, Rebis 2006
- Limitations (2006) – wyd. pol. Bez przedawnienia, Rebis 2008
- Innocent (2010) – wyd. pol. Niewinny, Buchmann 2010

Inne
- One L (1977)
- Ultimate Punishment: A Lawyer's Reflections on Dealing with the Death Penalty (2003)

## Ekranizacje
- Uznany za niewinnego (1990)
- Dowód winy (1992) – miniserial telewizyjny
- Błędy odwracalne (2004)
- Pleading Guilty (2010)
- Niewinny (2011)